# Jean II. (Monaco)
Jean II. von Monaco (genannt „Der Herrliche“) (* 1468; † 11. Oktober 1505 in Monaco) aus der Familie der Grimaldi war von 1494 bis zu seinem Tode Herr von Monaco.
Jean II. war der älteste von acht Söhnen von Lambert von Monaco und Claudine Grimaldi. Im Alter von 26 Jahren trat er 1494 die Nachfolge seines Vaters als Herr von Monaco an. 
In seinem politischen Handeln folgte Jean dem Vorbild seiner Vorfahren. Er unterstützte die französischen Könige, die mit dem Ziel gegen Italien ziehen, es zu erobern. Bei diesem Ziel steht Monaco durch seine Lage im Rampenlicht. Jean II. wird Kammerherr des Königs und Oberkommandierender der französischen Flotten.
Jean förderte die Künste und Künstler, seine Schlösser in Monaco und Menton ließ er prächtig ausgestalten. Einer der Künstler, die besonders gefördert wurden, war der Maler Louis Bréa.
Aufgrund seiner Launen war das Volk aber nicht sehr einverstanden mit seinem Herrscher. In Ventimiglia entging er knapp einem Attentat. Von den Schiffen kassierte er für den Transport von Getreide und Salz die „Gabella-Steuer“, dafür wurde er in Aix-en-Provence vor Gericht gebracht. Jean bestritt in Aix-en-Provence die Zuständigkeit der Gerichtsbarkeit, da er der Fürst eines selbständigen Staates sei und nur der Papst entscheiden dürfe, womit er in diesem Fall Erfolg hatte. 
In der Nacht vom 10. zum 11. Oktober 1505 wurde Jean im Palast von Monaco in einem eskalierenden Streit von seinem jüngeren Bruder Lucien angeblich in Notwehr erstochen. Dieser trat schließlich seine Nachfolge an.